# Dirceu
Dirceu José Guimarães (Curitiba, 1952. június 15. – Rio de Janeiro, 1995. szeptember 15.) brazil válogatott labdarúgó.

## Pályafutása

### Klubcsapatban
Curitibaban született. Pályafutását is itt kezdte a Coritiba FBC csapatában. A későbbiekben játszott a Botafogoban (1973–76), a Fluminenseben (1976) és a Vasco da Gamaban (1977–78). A Rio de Janeiro-i állami bajnokságot, a Cariocat három alkalommal nyerte meg: 1976-ban a Fluminense, míg 1977-ben és 1988-ban a Vasco színeiben. 1978-ban Mexikóba szerződött a Club América csapatához. Egy évvel később távozott és az Atlético Madrid igazolta le, melynek tagjaként 1979 és 1982 között 84 mérkőzésen lépett pályára és 18 alkalommal volt eredményes. 1982-ben Olaszországba szerződött, ahol számos csapatnál megfordult. Játszott többek között a Hellas Veronaban (1982–83), a Napoliban (1983–84), az Ascoliban (1984–85), a Comoban (1985–86) és az Avellinoban (1986–87). 1988-ban kis időre visszatért Brazíliába a Vasco csapatához. A későbbiekben már csak kisebb csapatokban játszott, melyek a következők voltak: Miami Sharks (1988), Ebolitana (1989–91), Benevento (1992) és az Atlético Yucatán (1995).

### A válogatottban
1973 és 1986 között 44 alkalommal szerepelt a brazil válogatottban és 7 gólt szerzett. Részt vett az 1974-es, az 1978-as, és az 1982-es világbajnokságon. 

### Halála
1995. szeptember 15-én, 43 évesen hunyt el autóbalesetben. A tragédia az apartmanjától nem messze történt egy kereszteződésben, ahol egy a piros lámpán áthaladó Opel Asconával karambolozott. Dirceu és utastársa -aki kirepült az autóból- rögtön életüket vesztették. Az Asconában négyen ültek és valamennyien túlélték a balesetet. A későbbiekben senki ellen nem emeltek vádat a halál okozása miatt.

## Sikerei, díjai
Coritiba
- Paranaense bajnok (2): 1971, 1972

Fluminense
- Carioca bajnok (1): 1976

Vasco da Gama
- Carioca bajnok (2): 1977, 1988

## Külső hivatkozások
- Dirceu – a FIFA adatbázisában
- Dirceu adatlapja a National-Football-Teams.com oldalon (angolul)

- Dirceu (portugál nyelven). sambafoot.com